# Municipio de Muñoz de Domingo Arenas
El municipio de Muñoz de Domingo Arenas es uno de los 60 municipios que constituyen el estado mexicano de Tlaxcala. Su cabecera es la localidad de Muñoz de Domingo Arenas. Se encuentra localizado al norte del estado y aproximadamente 19 kilómetros al norte de la ciudad de Tlaxcala de Xicohténcatl. Cuenta con una extensión territorial de 68.280 km². Según el II Conteo de Población y Vivienda de 2005, el municipio tiene 4010 habitantes, de los cuales 2024 son hombres y 1986 son mujeres una de las familias
 Anteriormente era conocido como Zacatepec. Se le conocía como Zacatepec debido a que según relatos de las personas mayores la comunidad de lo que hoy es la cabecera municipal se le denominó Muñoz porque el dueño de la ahora exhacienda de Zacatepec que se sitúa en las orillas de Muñoz se llamaba Don Daniel Muñoz (fallecido en 1982), por ello se le conocía como Zacatepec y después de la llegada del ferrocarril para poder establecer un sitio se le llamó Estación Muñoz y por ello el maestro Desiderio Hernández Xochitiotzi, al realizar el escudo del municipio se puede observar que describe el significado de Zacatepec o sea, cerro del Zacate

## Historia

### Época prehispánica
En el territorio que hoy ocupa el municipio de Muñoz de Domingo Arenas, hace 9 000 años, grupos nómadas hacían recorridos en busca de caza y recolección de frutos o hierbas silvestres. Los grupos humanos asentados en lo que hoy es el municipio de Domingo Arenas, recibieron la influencia de la cultura Texcalac.
Las poblaciones del municipio de Domingo Arenas y la de otros municipios limítrofes, formaron en conjunto el señorío de Xaltocan, donde radicaba la autoridad. A su vez, Xaltocan formaba parte de los pequeños estados confederados que luchaban contra sus vecinos del sudoeste quienes buscaban someterlos.
La confederación de señoríos giraba en torno del más fuerte: Tepeticpac, asentado hacia la parte central del Bloque Tlaxcala. Esta confederación para el periodo tardío de Texcalac abarcaba unos 14 señoríos. Xaltocan se había consolidado como señorío desde la fase Texcalac; aunque no era uno de los 8 pueblos grandes o ciudades, formaba el agrupamiento de los 19 pueblos que forman parte de la República o de la confederación de Tlaxcala. Las poblaciones del actual municipio de Domingo Arenas son tributarias y forman parte del señorío.
El señorío de Xaltocan fue importante para la República de Tlaxcala en la medida en que sirvió de frontera con los grupos otomíes huastequizados que terminan por predominar en el norte de Tlaxcala, dando origen a la cultura Tlaxco entre el año 900 y 1519; estos grupos guardaron siempre buena relación con los grupos de la cultura Texcalac y de la cultura Tlaxcala.
Durante la fase Tlaxcala las poblaciones del actual municipio de Domingo Arenas dan un uso intensivo a la tierra por medio de la irrigación o de temporal, con nuevas técnicas de cultivo completando el abasto de la población con la caza, la pesca y la recolección, además del intercambio comercial de bienes.
En esta fase se siguen produciendo utensilios de piedra, madera y de fibras, que habían heredado de sus antepasados; se siguen usando metates, morteros, hachas, cuchillos, navajas y raspadores de piedra. Se continúa el uso intensivo del maguey para la producción de aguamiel y pulque, así como la elaboración de textiles y jabón.
La llegada de los españoles a fines de agosto de 1519 en tierras tlaxcaltecas, ocurrió lejos de las poblaciones de Xaltocan y del actual municipio de Domingo Arenas. Pero es indudable que como parte de la confederación, los guerreros del señorío participaron en los combates que sostuvo Xicohténcatl Axayacatzin al frente del ejército de Tlaxcala contra el ejército español de Hernán Cortés.
La Colonia El señorío de Xaltocan y las poblaciones de Domingo Arenas, después de la conquista española, quedaron dentro de la entidad político administrativa que se denominó Provincia de Tlaxcala. "Una república de indios gobernada por el Cabildo de su ciudad capital".
La organización eclesiástica se montó siguiendo la estructura de pueblos cabecera y pueblos sujetos que venía desde la fase prehispánica.
Entre las cabezas de doctrina de mayor importancia destacaron Tepeyanco, Huamantla, Hueyotlipan y Atlangatepec. Zacatepec, hoy Domingo Arenas debió ser una iglesia de visita del convento de Atlangatepec.

### SigloXIX
La Independencia: Al consumarse la Independencia, Zacatepec no tuvo grandes transformaciones en su vida social. La producción agropecuaria siguió desarrollándose en torno a las haciendas, donde la vida de los peones acasillados y estacionales de las poblaciones aledañas, siguieron sin cambios sustanciales.
Después del efímero imperio de Agustín de Iturbide, los habitantes de Zacatepec siguieron la lucha entre federalistas y centralistas; aunque la invasión norteamericana de 1847 no llegó a su territorio, varios de sus ciudadanos participaron en el ejército nacional, defendiendo la soberanía.
Las poblaciones del actual municipio de Domingo Arenas mantenían una larga tradición de la defensa de la autonomía de los señoríos prehispánicos. Habían apoyado al Cabildo de la ciudad de Tlaxcala en la lucha con las autoridades virreinales para que Tlaxcala fuere desincorporada de la intendencia de Puebla y se convirtiera en una Provincia de la Nueva España; se habían opuesto a las pretensiones poblanas de anexarse a Tlaxcala en el Constituyente de 1824. Al instaurarse la segunda República Federal, la diputación poblana insistió en sus viejas pretensiones de borrar a Tlaxcala de la geografía nacional.
Las poblaciones de Domingo Arenas, como parte del municipio de Xaltocan dirigieron una comunicación al Congreso de la Unión, exponiendo el sentimiento de identidad que ligaba a las diferentes poblaciones de Tlaxcala con un pasado común, indicando además la capacidad económica y la pujanza de la producción agropecuaria para mantener una administración de carácter estatal, por lo que pedían dejar sin efecto la solicitud de la diputación poblana.
La Reforma: Los liberales de Tlaxcala se unen al movimiento designando al Lic. Guillermo Valle jefe de la Revolución de Ayutla en el estado. Los poblados de Domingo Arenas participan con entusiasmo en la elección de los diputados constituyentes, resultando electos el Lic. Juan de Dios Alarid y don Mariano Yáñez como propietarios, y como suplentes don José Mariano Sánchez y don Ramón M. Aguirre.
Domingo Arenas, como las demás poblaciones de Tlaxcala, recibieron con júbilo y aclamaciones la Constitución de 1857 que en su articulado le reconocía la calidad de Estado Libre y Soberano.
Los liberales de Domingo Arenas que ya habían participado en la Guerra de Reforma al lado del general Antonio Carvajal, lo acompañaron nuevamente en la defensa de la soberanía nacional. Muchos de ellos tuvieron una participación destacada en la batalla del 4 de mayo de 1862, donde derrotaron al ejército reaccionario del general Leonardo Márquez en las inmediaciones de Atlixco, imposibilitándolo para que acudiera en apoyo de las tropas francesas que el 5 de mayo intentaron tomar la ciudad de Puebla, siendo derrotados por el ejército del insigne general Ignacio Zaragoza.
En 1868 el general en jefe del Ejército de Oriente designó gobernador de Tlaxcala al coronel Miguel Lira y Ortega, quien reorganiza a la entidad en cinco distritos, quedando la población de Domingo Arenas en el distrito de Morelos, con cabecera en Tlaxco. En cada distrito instaló una prefectura, una recaudación subalterna de renta y un juzgado de letras.
Poco tiempo después, Domingo Arenas queda comunicada con ferrocarril, mismo que fue inaugurado solemnemente por el presidente Sebastián Lerdo de Tejada, quien a su paso rumbo al puerto de Veracruz, fue saludado por los pobladores en las estaciones Muñoz y Guadalupe, pertenecientes a este municipio.
Renglón no menos importante fue la educación estableciéndose varias escuelas primarias para niños, entre ellas, la de Xaltocan, a la que asistían infantes de Domingo Arenas.
El Porfiriato: Próspero Cahuantzi también intentó hacer una reforma administrativa en 1895, cuando creó el Distrito de Cuauhtémoc, que incluyó las municipalidades de Barrón-Escandón, Yauhquemecan, Santa Cruz Tlaxcala, Xalostoc y Xaltocan, municipio al que pertenecía Domingo Arenas.
Las condiciones de vida de los campesinos en las haciendas de Domingo Arenas, no eran diferentes a las del resto del estado. Al estallar la inconformidad de los antirreeleccionistas que encabezó Juan Cuamatzi en mayo de 1910 y posteriormente en noviembre de ese año, no es de extrañar que muchos de los campesinos de la región se hayan sumado al movimiento armado.

### SigloXX
La Revolución Mexicana: El municipio de Domingo Arenas, por estar enclavado en la línea del Ferrocarril Mexicano, tuvo importancia estratégica durante la lucha armada, pues del ferrocarril dependían tanto la movilización de tropas, como el abasto de las mismas.
El ascenso de Francisco I. Madero a la Presidencia de la República y de Antonio Hidalgo al gobierno de Tlaxcala, no produjeron cambios sustanciales en la vida productiva de los campesinos quienes denunciaban la distribución de la tierra y las haciendas de Cuamancingo, Guadalupe y Zacatepec.
Época Contemporánea: Con el reparto agrario de las haciendas de Domingo Arenas, vendrían cambios sustanciales en la vida social del municipio. Hoy Domingo Arenas es una comunidad que labora para elevar sus índices de bienestar. 
Anteriormente era conocido como Zacatepec. Se le conocía como Zacatepec debido a que según relatos de las personas mayores la comunidad de lo que hoy es la cabecera municipal se le denominó Muñoz porque el dueño de la ahora exhacienda de Zacatepec que se sitúa en las orillas de Muñoz se llamaba Don Daniel Muñoz.

## Descripción geográfica

### Ubicación
Muñoz de Domingo Arenas se localiza al norte del estado entre las coordenadas geográficas 19° 28' de latitud norte, y 98° 12' de longitud oeste; a una altitud promedio de 2600 metros sobre el nivel del mar.
El municipio colinda al norte con los municipios de Atlangatepec y Tlaxco; al sur con Xaltocan y San Lucas Tecopilco; al este con Tetla de la Solidaridad, al sureste con  Apizaco;  y al oeste con Hueyotlipan.

### Orografía e hidrografía
En la parte norte del municipio posee zonas accidentadas, al centro y al sur se encuentran zonas planas. Sus suelos se componen de varios tipos, los más importantes son: regosoles, andosoles, cambisoles, litosoles, gleysoles, fluvisoles, vertisoles e histosoles; su uso es ganadero, forestal y agrícola. El municipio pertenece a la región hidrológica Balsas. Sus recursos hidrológicos son proporcionados principalmente por el río Zahuapan; así como la laguna de Zacatepec,;a presa el Centenario y varios pozos de agua potable.

### Clima
Su principal clima es el templado subhúmedo; con lluvias en verano y sin cambio térmico invernal bien definido. La temperatura media anual es de 22.6°C, la máxima se registra en el mes de mayo (23.3 °C) y la mínima se registra en febrero (4.7 °C). El régimen de lluvias se registra entre los meses de julio y septiembre, contando con una precipitación media de 156.5 milímetros.

## Cultura

### Sitios de interés
| - Estación Muñoz. - Estación de Guadalupe. - Laguna Contenango. - Rancho Zacatepec. - Guadalupe Cuauhtémoc. - Cuamantzingo. - Chipila. - Planta De Durmientes.- La cual se puede ver desde La Estación, actualmente se encuentra abandonada ya que dejó de funcionar a principios de los años noventa. |

### Fiestas
Fiestas civiles
- Aniversario de la Independencia de México: 16 de septiembre.
- Aniversario de la Revolución mexicana: El 20 de noviembre.
- El carnaval: febrero y marzo.

Fiestas religiosas
- Semana Santa: jueves y viernes Santos.
- Día de la Santa Cruz: 3 de mayo.
- Fiesta en honor de la Virgen de Guadalupe: 12 de diciembre.
- Día de Muertos: 2 de noviembre.

## Gobierno
Su forma de gobierno es democrática y depende del gobierno estatal y federal; se realizan elecciones cada 3 años, en donde se elige al presidente municipal y su gabinete.
El municipio cuenta con 13 localidades, las cuales dependen directamente de la cabecera del municipio, las más importantes son: Muñoz (cabecera municipal), Los Álamos, San José  Cuamantzingo, San Isidro Chipila, Estación Guadalupe, Guadalupe Cuauhtémoc y San José Cuamantzingo